# سیارک ۵۲۲۱
سیارک ۵۲۲۱ (به انگلیسی: 5221 Fabribudweis، نامگذاری:1980FB) پنج هزار و دویست و بیست و یکمین سیارک کشف شده‌است که در ۱۶ مارس ۱۹۸۰ کشف شد.
قدر مطلق سیارک برابر ۱۲٫۴۰ است.